# Ostmarkenliteratur
Ostmarkenliteratur (pol. „literatura Marchii Wschodniej”) – nacjonalistyczny, tendencyjny i mitotwórczy prąd w literaturze niemieckiej drugiej połowy XIX wieku i początku XX wieku, bliski tzw. literaturze ojczyźnianej (Heimatliteratur), terytorialnie dotyczący terenów Wielkopolski, pozostających pod zaborem pruskim (tzw. Prowincja Poznańska) oraz samego Poznania.

## Geneza
Nurt obejmował około sześćdziesiąt dzieł literackich, w znakomitej większości trywialną literaturę beletrystyczną. Jego bujny rozwój wspomagany był przez rząd pruski preferencjami wydawniczymi i fundowaniem stosunkowo wysokich nagród dla autorów (np. Hakata w 1913 zadeklarowała chęć zakupienia utworu o Marchii wyłonionego w drodze konkursu za sumę 10 tys. marek). Literatura ta wychodziła naprzeciw konieczności legitymowania niemieckiego hasła Drang nach Osten i często bezpardonowej kolonizacji etnicznie polskich ziem zaboru pruskiego. Duża część książek zalecana była przez pruski rząd do wykorzystania w szkołach, a także w czytelniach ludowych (np. w 1911 Biblioteka Cesarza Wilhelma w Poznaniu wydała listę Literatury Ojczyźnianej Prowincji Poznańskiej do użytku w czytelniach, na której znalazły się 42 pozycje). Obok powieści typowo beletrystycznych w ramach nurtu powstały niemieckie interpretacje typowo polskich legend i podań, a także kilka powieści historycznych i jeden dramat.
Literatura marchijska była jako całość głosem niemieckich kręgów nacjonalistycznych, wrogich Polsce i często skrajnie nastawionych do Polaków.

## Stereotypy

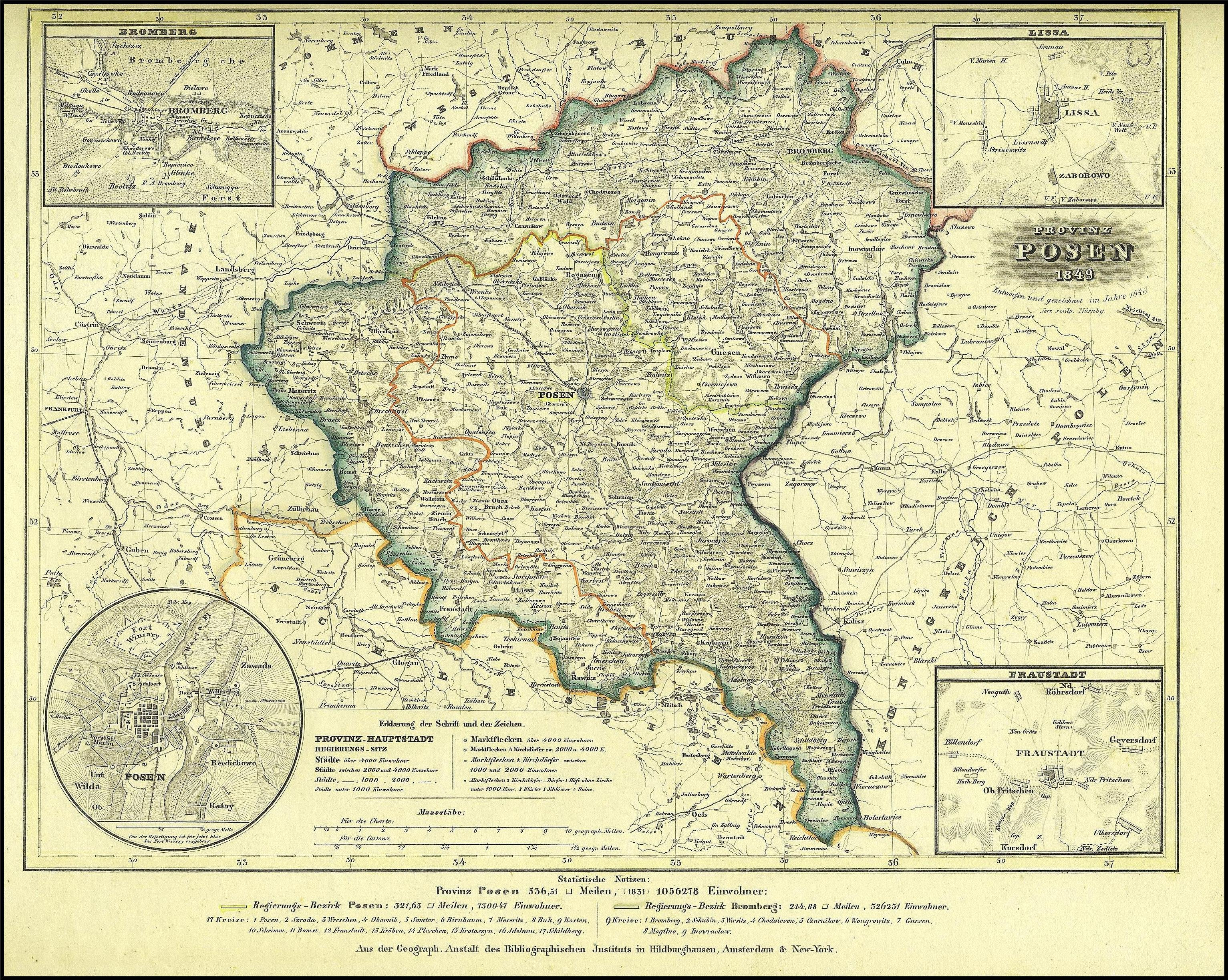
Prowincja Poznańska w 1848

Literatura Marchii Wschodniej z lubością przedstawiała negatywne, stereotypowe w niemieckiej propagandzie cechy Polaków i ziem przez nich zamieszkiwanych: brud, złe gospodarowanie (Polnische Wirtschaft), rozrzutność, pijaństwo, służalczość wobec szlachty i prostą katolicką religijność. Całkowicie pomija natomiast postępowość i gospodarność Wielkopolan, ich patriotyzm, zdolność do twórczego działania, odwagę i dynamizm (np. proces polonizowania się handlu poznańskiego w drugiej połowie XIX w.). Literatura marchijska jest bardzo homogeniczna, skonstruowana wokół kilku zasadniczych reguł i cechująca się stabilnym zestawem stereotypowych postaci. Czytelnik ma więc w większości przypadków do czynienia z pracowitym, miłującym porządek i czystość niemieckim kolonistą (najczęściej samotnikiem, rzadziej przywożącym rodzinę), udzielającym Polakom wskazówek co do gospodarności. Występuje też pracowita i równie porządna Niemka, piękna, ale nieuczciwa Polka, gorliwy w wypełnianiu zadań na Wschodzie niemiecki nauczyciel oraz fanatyczny, nienawidzący niemczyzny polski ksiądz katolicki. Kolonista przybywając z głębi porządnej Rzeszy odkrywa naród niezdolny do samodzielnej egzystencji, rozpijaczony, źle gospodarujący, ślepo wierny Kościołowi katolickiemu i uprzedzony do niemieckiej misji na Wschodzie.
Jako personifikacje cech polskich w większości powieści pojawiają się stereotypowe postacie, każda z równie stereotypowym zestawem cech, dotyczących według piszących wszystkich pozostałych polskich przedstawicieli swojej profesji, czy stanu. Są to:

### Polski ksiądz katolicki
Postać nie troszcząca się o dobra duchowe dla swoich parafian, ale permanentnie uczestnicząca w spiskach antypaństwowych, podejrzanych polskich ugrupowaniach, gdzie sprawy polityczne i doczesne przysłaniają mu istotę powołania. Księża manipulują polskim ludem, wpływają na jego decyzje (np. wyborcze) i głoszą, że „grzechem jest modlić się po niemiecku”. Obawiają się języka niemieckiego, który mógłby sprawić, że Polacy zaczęliby słuchać pastorów. We wszystkich bez wyjątku powieściach nurtu nie ma przykładu bohatera – pozytywnego polskiego duchownego, choć wspomina się o jakichś wyjątkach, np. biskupie Edwardzie Likowskim. Sztandarową powieścią z księdzem-antybohaterem jest Der Proboszcz autorstwa Ericha Fließa. W wielu powieściach fanatyczni polscy księża, po latach walki z Niemcami, popadają w tarapaty i w ostateczności rękę podaje im pastor lub kolonista, ratując im życie lub honor. Przykładem może być ksiądz Kasimir von Lokjetek, żarliwie zapalony Polak, którego polsko-narodowy fanatyzm zostaje wyśmiany, a on sam trafia w ostateczności (jako pierwszy pacjent) do urządzonego przez protestantów szpitala, „jęcząc nie tylko wskutek bólu fizycznego, ale także niemniejszej wewnętrznej męki i wściekłości [...], jako nieszczęśnik, który musiał przyjąć dobrodziejstwo ze znienawidzonych rąk niemieckich”. Dobry kolonista modli się za niego słowami: „pozwól bym naszej Marchii Wschodniej dał lekarstwo, które ją uzdrowi i da jej siłę, by całkowicie wyzwoliła się z sideł polskiego pająka”. Innym przykładem jest ksiądz Wonsoch z powieści Vergiftete Seelen autorstwa Armina von Eulendorfa – skąpy, zamroczony, „pije często i dużo, a tylko polskie piwo. Niemieckie nazywa hakatystyczną lurą”. Przygotowuje on protest przeciwko nauczaniu religii w języku niemieckim, pod którym podpisy w większości sfałszowano lub ludzi przymuszano do podpisywania. Do tego angażuje się w romans. Ostatecznie trafia przed prokuratora, a ten okazuje mu niemieckie miłosierdzie, wymierzając mu niespodziewanie niska karę. Podczas jej odbywania parafianie Wonsocha nawrócili się i chyżo odpowiadali w języku niemieckim. W powieści Sensenmänner autorstwa Bertholda Rasmusa proboszcz von Tadziarski był duszą ruchu antyniemieckiego w biednym, zaniedbanym miasteczku i podburzał tłumy do wystąpień antyrządowych (nadużywał władzy nad sercami „biednych niewykształconych Polaków”). Wszędzie, gdzie wybuchały polskie powstania „nieomylnie angażował się katolicki duchowny”, co było niewdzięcznością, albowiem król pruski zawsze chciał tylko dobra dla polskich poddanych. Według Clary Viebig (Śpiąca armia, 1904) proboszcz Piotr Stachowiak, utracjusz i karciarz, miał czerwoną chłopską twarz i był ucieleśnieniem wszystkich wstrętnych cech polskiego chłopstwa. Z kolei poznański ksiądz Jan Kozmian przedstawiony w powieści Ostmark und Krummstab (1898) przez Ernsta Belowa, to postać przystojna, przebiegła i popularna wśród kobiet. W tajemnicy gromadzi broń w arsenałach, które są „ostoją polskiego fanatyzmu”. Chce „nas przeklętych Niemców po prostu stąd wyrzucić, nas, którzy nie mamy tu jakoby nic do stracenia ani szukania”. Berthold Rasmus w swoim utworze Diasporafahrten (1908) pisze: „polski kler wykorzystuje swoją niesamowitą władzę nad sumieniami i sercami panoczków i kobietek po to, by połączyć ze sobą różne stany pod hasłem nienawiści do Niemców”. Podważanie i ośmieszanie polskiego kleru paradoksalnie zdradzało niemieckie obawy przed wielkim autorytetem i siłą Kościoła katolickiego w Poznańskiem i minimalny autorytet ewangelickich pastorów wśród Polaków.

### Polski nauczyciel
Podobnie jak ksiądz katolicki miał ogromne wpływy wśród Polaków i nie wahał się z nich korzystać. Odmawiał nauczania po niemiecku, organizował strajki i umacniał polskość, w czym sekundowali mu ksiądz i polska matka. Najczęściej ukazywano go jako nieuczciwego, niedouczonego fanatyka o słabym charakterze, spiskującego z lokalnym proboszczem. Bardzo często odchodzi ze szkoły w złej sławie, zastępowany przez uczciwego, pełnego ideałów Niemca z głębi Rzeszy, który zaprowadza wreszcie porządek. To właśnie w tej opozycji jest często przedstawiany, choć autorzy obchodzili się z nim łagodniej niż z księdzem. Nauczyciel Suwalski z powieści Vergiftete Seelen jest niezaradny, zaniedbany, często „wycierał nos brudnym przedramieniem prawej ręki”. Zarządzał wolne, gdy trzeba było zbierać buraki, zaniedbywał uczniów, zawyżał oceny za usługi oddawane mu przez rodziców. Zastąpił go niemiecki wzór pedagogiczny, Homann – pracowity, porządny i bardzo predysponowany. H. Hilde-Brand w opowiadaniu Der Schulstreik wychwala cesarza niemieckiego, który troszczy się o Prowincję Poznańską („Kiedyś Poznań należał do królestwa, które nazywało się Polska”) i sprawił, że gdy Niemcy objęli tu rządy tutejsi rodzice „stali się ludźmi”, ale mimo to podburzają do niepokojów. Krytykuje też polnische Art, czyli polski sposób zachowania się. Clara Viebig w Śpiącej armii przywołuje postać Ignaza Rudy, człowieka rozchwianego, nie wiedzącego po jakiemu mówić, gdy w polskiej klasie w pierwszej ławce zasiadły trzy małe córeczki osadnika. Nie jest on dla żadnego z uczniów autorytetem. Podobne postaci pojawiają się na kartach powieści Das Gymnasium zu Lengowo i Die Schüler von Polajewo autorstwa Carla Bussego. Negatywne przedstawianie polskich nauczycieli związane było m.in. z chęcią usprawiedliwienia terroru szkolnego, jaki Prusacy wprowadzili w szkołach Poznańskiego i co zaowocowało takimi wystąpieniami jak strajk dzieci wrzesińskich.

### Polka
Wśród polskich kobiet przedstawianych w literaturze marchijskiej nie ma ani jednej postaci o cechach zdecydowanie pozytywnych, co stało w opozycji do literatury okolic lat 60. XIX wieku, w której często wspominano o polskich Amazonkach czy szlachetnych Polkach. Jadwigi, Aniele, Wandy, Lucie bywają piękne, ale nigdy mądre lub dzielne. Mają za zadanie podsycić konflikt, czy doprowadzić uczciwych Niemców do zguby. W odróżnieniu od niebieskookich niemieckich blondynek, mają czarne oczy oraz włosy i zawsze są wrogo nastawione do Niemców. Wpajają dzieciom wrogość do tego narodu, intrygują, podżegają mężów do zwalczania niemczyzny, czuwają też nad społeczną izolacją Niemców w Poznańskiem. Jeśli wyjdą za Niemca, to po to, by przeciągnąć go na swoją stronę i spolonizować. Polki lubią kłamać i oszukiwać. W utworze Der Rauhreif autorstwa Traugott Pilf mała, czarna Bronisława poślubiła wielkiego niemieckiego parobka Franza. Była oziębła, z czasem stała się „bardzo gruba, czarno-śniada”, prześladowała męża, a jego teść nazywał go psiakrew Niemcem. Zrozpaczony Franz został doprowadzony do samobójstwa. Świętym obowiązkiem polskich kobiet jest duchowo podżegać mężczyzn do walki z niemiecką sforą (Max Berg, Am alten Markt zu Posen). Za krytyką Polek (dyskredytującą w oczach czytelników całe polskie społeczeństwo) kryła się obawa przed siłą polskiej rodziny, kolejnej ostoi polskości w zaborze pruskim, po kościele i szkole.

### Polskiziemianin
Przedstawiciel tej warstwy robił na Niemcach początkowe sympatyczne wrażenie. Był uprzejmy, wyrobiony towarzysko i gościnny. Nie cechował się natomiast solidnością, dokładnością, czy wytrwałością, a o solidarności z klasami niższymi nie miał pojęcia. W wielu utworach nie był nawet specjalnym polskim patriotą, a raczej pijakiem, hazardzistą i utracjuszem doprowadzonym przez swoje słabości do materialnej ruiny, co ośmieszało całą jego szlachecką przeszłość. Była to klasa zdegenerowana, niezdolna do wzięcia odpowiedzialności za rządzenie krajem. Naturalną konsekwencją tego stanu rzeczy było więc przejęcie polskich majątków szlacheckich przez Niemców. Polskie ziemiaństwo mogłoby wówczas przenieść się do Paryża, by dalej trwonić swoje pieniądze. Powyższe stało w sprzeczności z faktami – m.in. polską bankowością parcelacyjną, czy kiepskim funkcjonowaniem Komisji Kolonizacyjnej i jej porażce w wykupowaniu polskiej ziemi. Np. Dezydery Chłapowski był pionierem nowoczesnego rolnictwa w Prowincji Poznańskiej. Literatura marchijska nie wspomina jednak o tych elementach historii.

## Cechy
Motyw przewodni znakomitej większości utworów nurtu stanowi niesamodzielność Polaków, ich zacofanie w dziedzinie gospodarowania, kultury i stosunków społecznych. Traugott Pilf stwierdził, że Polacy „powinni i muszą wzrastać w niemieckiej kulturze i państwie; to po prostu ich los, którego nie da się zmienić, bo nie mogą się dłużej utrzymać samodzielnie”. Paul Oskar Höcker (Polnische Wirtschaft) ustami pastora Berndta stwierdza, że naród polski „przez pięćset lat żył z niemieckiej pracy i kultury”, a Niemcy „wybudowali Polakom niemieckie miasto” (Poznań). „Panowie Polacy chętnie zapominają, że to my wyratowaliśmy ich z gruzów i bagna”. W powieści Der große Pan mowa jest o tym, że polski naród czekał z utęsknieniem na niemieckiego pana, „jak na zbawiciela”. M. von Witten pisze wprost o polskim „wyuzdanym zdziczeniu” i o tym, że „niemiecka siła, niemiecka praca cywilizacyjna” wyciągnęła Polaków z „głębokiego, zamulonego bagna”. Gustav Freytag w powieści Soll und Haben (1855) przyrównał polskich powstańców 1848 do band zbójeckich, a Hermann Sudermann stwierdził, że polski ruch niepodległościowy to „padlina polskiej państwowości” (powieść Der Katzensteg).

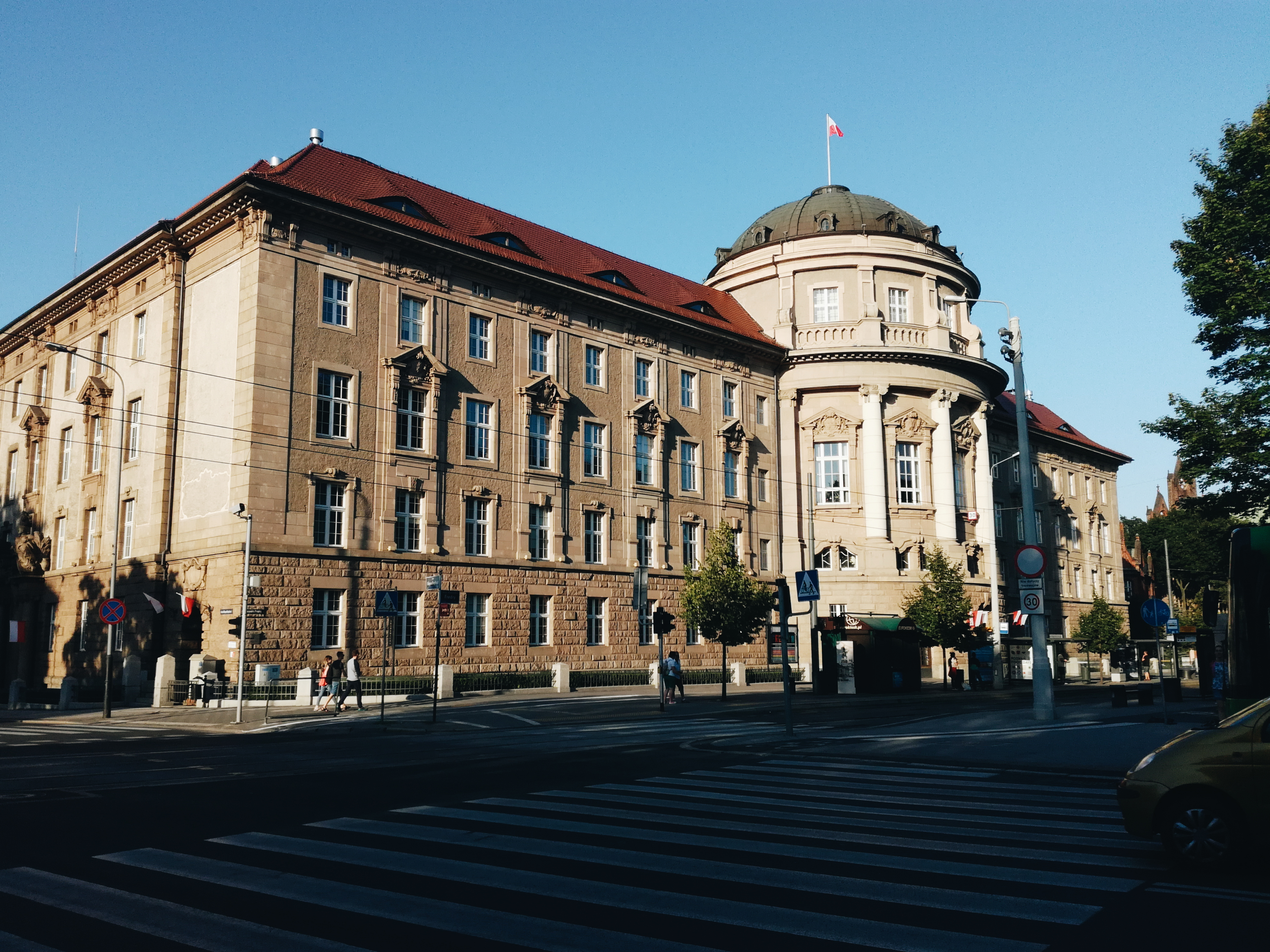
Gmach Komisji Kolonizacyjnej w Poznaniu, obecnie Collegium Maius

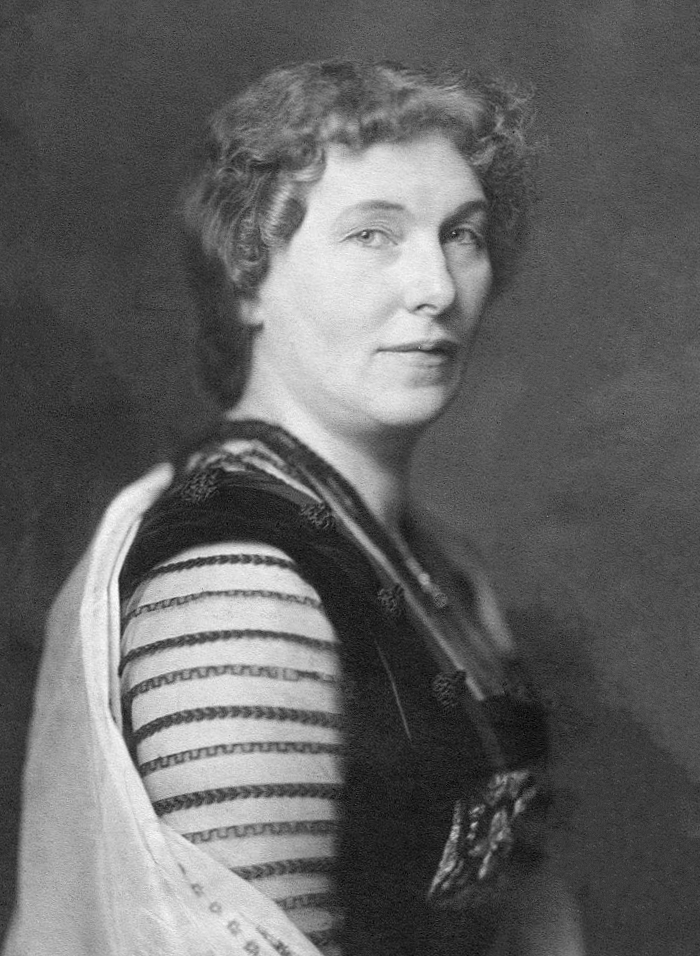
Clara Viebig

Autorzy poszczególnych utworów pochylają się też nad próbą charakterystyki polskiego charakteru. Carl Busse twierdzi, że Polak „nie żywi żadnych szlachetniejszych uczuć, więcej, w ogóle nie ma żadnych myśli ani uczuć, tylko instynkty”. Zestaw podstawowych cech przeciętnego Polaka z powieści marchijskich to fałszywość, kłamliwość, lekkomyślność, namiętność do hazardu, lenistwo, alkoholizm, zabobon, prymitywna religijność, niewytrwałość, amoralność, fanatyzm, głupota, rozrzutność, niesamodzielność, ordynarność i brak wykształcenia. Mimo tego można w nim dostrzec kilka cech pozytywnych: patriotyzm, przywiązanie, wierność, wdzięczność i gotowość do poświęceń. Obraz Polaka to obraz rywala, a wręcz wroga. „Wszyscy Polacy są łajdakami albo baranami” (P. Burg). Mieszkaniec Wielkopolski ma szlachecką krew, mocno zaprawioną alkoholem, który wdziera się do wielkopolskich mózgów (M. Berg). Co do rzekomej prymitywnej religijności, to Albert Liepe w powieści Die Spinne twierdzi: „Matka Boska i Jezus Chrystus, a także wszyscy święci od urodzenia są Polakami. [...] Bóg Ojciec w Niebie rozumie tylko w języku polskim”. Ernst Below podsumowuje: „Ta mieszana rasa nie jest niczego warta. Jeden jest pobożnisiem, a drugi pijakiem i podobnie jak szeroka masa pospólstwa jest zupełnie zwyczajną miazgą bez samoświadomości i bez oparcia w samym sobie”. Polacy wiedzą też, że „landrat, żandarm i komisarz powiatu są ludźmi, którym trzeba całować brzeg surduta”. Niemcy, by trafić do takich prostackich umysłów musieli się ciężko napracować.
Większość z powieści marchijskich zawiera przyrzeczenia autorów co do tego, że opisywali wyłącznie prawdę o Prowincji Poznańskiej, jednak często w dziełach tych niezwykle trudno oddzielić prawdę od fikcji. Część utworów cechuje bardzo precyzyjna rekonstrukcja rzeczywistości topograficznej i są one z tego względu interesującymi materiałami dla historyków. Opisy wielkopolskich miejscowości są niezwykle dokładne i do dziś można odczytać w terenie niektóre zawarte w nich elementy, czego przykładem może być opis Blizanowa zawarty w powieści Polnische Wirtschaft (1896) autorstwa Paula Oskara Höckera, czy Wyrzyska umieszczony przez Armina von Eulendorfa w książce Vergiftete Seelen (1909). Uzupełnieniem tych geograficznych szczegółów były romantyczne opisy przyrody i wyrażane przywiązanie do ziemi. Autorzy w dużej mierze czuli powołanie do bycia przewodnikami i informatorami dla przybywających w Poznańskie Niemców, chcąc unaocznić im ogrom zadań, z jakimi mają się zmagać. Wyrażali przede wszystkim oczekiwania, marzenia, imaginacje, w czym dalecy byli od deklarowanej prawdy i rzeczywistości. Przekonani byli o konieczności obecności Niemców na terenie Poznańskiego, które jakoby miało być ich małą ojczyzną.
Literatura nurtu miała być masowym nośnikiem pruskiej ideologii kolonizacyjnej w Wielkopolsce, a zatem musiała być popularna i łatwo przyswajalna, bliska literaturze trywialnej, ze swoim czarno-białym zestawem wartości, przy czym bohaterem czarnym jest zawsze Polak, a białym Niemiec. Nie powstawała z potrzeby autorów, ale na zlecenie polityków, według określonych planów wydawniczych. Część z dzieł podpisywana była więc pseudonimami, czy inicjałami. Recenzje prasowe utworów były prawie bez wyjątku dobre lub doskonałe, a jeśli coś krytykowano, to drobiazgi warsztatowe, przyćmiewane jednak przez ducha narodowego, który miał czytelnikom rekompensować te niedoskonałości. Jednym z nielicznych trzeźwych głosów była Clara Viebig, która ostro skrytykowała błędy niemieckiej polityki germanizacyjnej i osadniczej na Wschodzie w powieści Śpiąca armia, przez co jej dzieła nie znalazły się na pruskich listach szkolnych.
Ukazanie szerokiej panoramy stosunków społecznych w Prowincji Poznańskiej nie było celem autorów powieści i żaden z nich nie dokonał takiego dzieła. Podążali za obowiązkiem germanizacyjnym i włączali się w realizację zadań narodowych. Skutecznie malowali negatywne stereotypy Polaków celem umocnienia niemczyzny na Wschodzie. Literatura ta, podawana szerokim rzeszom niemieckich czytelników odegrała niebagatelną rolę w przygotowaniu Niemców do nazizmu i ataku na Polskę w 1939 r.

## Autorzy
Oprócz ośmiu kobiet, znakomita większość pisarzy nurtu to mężczyźni. Kilku z nich posługiwało się inicjałami (nieprawdziwymi) lub pseudonimami literackimi, przy czym kobiety często wybierały dane męskie. Większość urodziła się w rodzinach nauczycielskich i sama była nauczycielami. Inne licznie reprezentowane grupy to lekarze wojskowi, ziemianie, czy dzieci pastorów. Duża część pochodziła z Poznańskiego (np. Carl Busse, Ernst Bellow, Erich Fließ, Franz Werner, Albert Herse), a niektórzy z terenów Pomorza, czy Śląska. Nieliczni urodzili się w Berlinie, Dreźnie i Lipsku. Niektórzy piastowali na terenie Prowincji różne funkcje (np. Friedrich Paarman był hakatystą) i byli tu obecni przez kilka lat – w Poznaniu, Bydgoszczy, Pleszewie, Pile, Skokach i innych miastach, czy dworach. Clara Viebig spędzała w Wielkopolsce letnie wakacje.
Kompozytor Moritz Jaffé tak podsumowywał idee zasiedlania Wschodu: „W przeciwieństwie do Niemców pozostaje Polak w Poznaniu, nawet wtedy gdy go związek z wykonywanym zawodem nie krępuje. Z ironicznym zdziwieniem widzi on, że ludzie, którzy nawet dwóch lat w mieście nie przebywają, a po stronie niemieckiej rej wodzą, jak urzędnicy i profesorowie, niczego bardziej nie pragnąc nad przeniesienie na Zachód, w żarliwych słowach wygłaszają kazania o konieczności zasiedziałego niemieckiego plemienia”.
Do najważniejszych twórców nurtu należeli:

- Hugo Behrens (Die polnische Gefahr u.a. Novellen, 1905)
- Ernst Below (Ostmark und Krummstab, 1898)
- Valeska Gräfin Bethusy-Huc (Hans der Pole, 1906)
- Gustav Bunzeck (Die neue Lehre, 1905)
- Carl Busse (Ich weiß nicht 1892, Jugendstrüme 1896, Jadwiga 1899, In der Grenzschenke – Lena Sieg 1901, Die Schüler von Polajewo 1901, Deutsche und polnische Liebe 1904, Die Hexe, 1905, Im polnischen Wind, 1906, Das Gymnasium zu Lengowo 1907)
- Erich Fließ (Zal Mawet – Schatten des Todtes, 1890, Die drei Erynien, j.pol. Trzy Erynie, 1896, Der Proboszcz, 1897)
- Margarete von Gottschall (Nach Ostland wollen wir reiten!, 1909)
- Elisabeth Grabowski (Der weiße Adler, 1909)
- Paul Oskar Höcker (Polnische Wirtschaft, 1896)
- Klara Hofer (Das Schwert im Osten, 1915)
- Johannes Höffner (Der Sinndes Lebens, 1908)
- Hermann Jahnke (Im Weltwinkel, 1901)
- Otto Knoop (Sagen und Erzälungen aus der Provinz Posen, 1893)
- Theodor Krausbauer (Was die Großmutter erzält, 1904)
- Albert Liepe (Die Spinne, 1902)
- Detlev von Liliencron (Breide Hummelsbüttel, 1887)
- Marianne Mewis (Der große Pan, 1910)
- Traugott Pilf (Geschichten aus der Ostmark, 1909)
- Wilhelm Poeck (Grenzer, 1912)
- Wilhelmine von Leesen Postuma (In deutscher Hand, 1893)
- Bruno Paul Schaumburg (Die Geschichten der Lena Kalinska, 1915)
- Heinrich Sohnrey (Wie Mutter Bieber ihren Kriegsgefangenen nach Posen brachte, 1919)
- Clara Viebig (Das schlafende Heer, j.pol. Śpiąca armia, 1904)
- Helene Wachsmuth (Teophile Sobieska 1909, Johann Sobieski, 1920)[2]